# Kees de Ruijter
Cornelis Johannes (Kees) de Ruijter (1949) is een Nederlandse emeritus hoogleraar in de praktische theologie. 

## Loopbaan
Hij studeerde theologie aan de Theologische Hogeschool te Kampen en werd daarna predikant in Sneek en Rotterdam voor de Gereformeerde Kerken vrijgemaakt. Hij keerde in 1990 naar deze universiteit terug om er universitair docent te worden, in 1992 promoveerde hij bij prof. dr. Cornelis Trimp (1926-2012) en op 26 mei 1993 inaugureerde hij aan deze universiteit als hoogleraar, wat hij bleef tot september 2014. Ter gelegenheid van zijn afscheid als hoogleraar werd op 11 september 2014 een mini-symposium georganiseerd over zijn laatste project Cultuur als context voor Praktische Theologie, en zijn afscheidscollege was getiteld Kerk op een cultureel kruispunt.